# Élection présidentielle américaine de 1844
L'élection présidentielle américaine de 1844 se tient du 1er novembre au 4 décembre et voit le retour au pouvoir du Parti démocrate, avec l'élection de James K. Polk contre le candidat whig Henry Clay. Elle est la quinzième élection présidentielle américaine.
Le président John Tyler, qui succède à William Henry Harrison après sa mort en 1841, renonce à postuler un plein mandat au cours de la campagne électorale. Tyler avait été élu en 1840 à la vice-présidence sous l'étiquette whig, mais s'était éloigné du parti à la suite de son accession à la présidence.

## Désignation des grands électeurs
Les 26 États de l'Union participèrent à la désignation des grands électeurs. Seule la Caroline du Sud conserva encore la désignation par la législature de l'État, tous les autres ayant adopté la désignation par un vote direct des citoyens.
275 grands électeurs furent ainsi désignés, et participèrent au vote. C'est 19 de moins qu'en 1840, où participèrent 294 grands électeurs.

## Investiture des candidats

### Parti whig
Le président sortant, John Tyler, bien qu'issu du Parti whig, s'en éloigna tellement dans sa pratique politique qu'il en fut exclu en septembre 1841. Au moment où les whig devaient désigner leur candidat, Tyler avait annoncé son intention de se représenter mais en définitive soutint la candidature de Polk après sa réintégration en août 1844 au parti démocrate.
Les débats au sein du parti furent donc assez rapide. Leur chef de file au Congrès depuis de nombreuses années et véritable inspirateur politique, Henry Clay, fut désigné dès le premier tour de la convention nationale réunie le 1er mai 1844, comme candidat à la présidence.
La convention choisit Theodore Frelinghuysen, ancien sénateur du New Jersey et président de l'université de New York, comme candidat à la vice-présidence.

### Parti démocrate
La convention démocrate se réunit le 27 mai 1844 à Baltimore.
Le candidat qui semblait le plus apte à emporter la majorité des voix était l'ancien Président Martin Van Buren. Mais sa position sur l'annexion du Texas (il n'en était pas partisan) aurait pu causer une fracture, voire une scission, au sein du parti. La convention réintroduisit la règle des deux tiers pour toute désignation, ce qui rendait impossible l'investiture de Van Buren.
Au septième tour de scrutin, aucun candidat ne semblait vouloir se dégager. La candidature de James K. Polk, ancien gouverneur du Tennessee fut alors proposée. Il arriva en tête au huitième tour, et décrocha les deux tiers au neuvième.
La désignation du candidat à la vice-présidence ne fut pas plus facile. Le sénateur de New York Silas Wright (en), désigné par la convention, refusa l'investiture, et les démocrates durent se rabattre sur leur second choix, George Mifflin Dallas, ancien maire de Philadelphie et ancien sénateur de Pennsylvanie.

### Nationaux-démocrates
Les partisans du président sortant John Tyler se réunirent à Baltimore en même temps que la convention du parti démocrate. Il est possible que ce choix n'ait pas été innocent : conscients des difficultés des démocrates, ils espéraient peut-être influencer leur convention pour sauver leur chef de file.
Ce ne fut pas le cas, et les nationaux-démocrates investirent Tyler, sans désigner de candidat à la vice-présidence.

### Parti de la liberté
Comme en 1840, James G. Birney se porta candidat au nom du Parti de la Liberté, avec un programme abolitionniste. Il changea cependant de colistier, se présentant cette fois avec Thomas Morris, ancien sénateur démocrate de l'Ohio. Birney put se présenter dans treize États, soit trois de plus qu'en 1840.

### Candidat indépendant
Joseph Smith, fondateur de l'Église de Jésus-Christ des saints des derniers jours, également appelée Église mormone, annonce en février 1844 sa candidature à la présidence, avec Sidney Rigdon, un autre dirigeant du mouvement mormon, comme candidat à la vice-présidence. Leur projet est d'instaurer une « théodémocratie » conforme à leurs principes religieux. L'assassinat de Smith le 27 juin 1844 rend caduque cette candidature.

## Campagne électorale
La campagne électorale se fit presque exclusivement sur la question de l'expansion territoriale des États-Unis, et plus particulièrement sur l'annexion du Texas, république indépendante depuis 1836. John Tyler avait mené des négociations avec le Texas pour que celui-ci entre dans l'Union, mais le débat était pollué par la question de l'esclavage, qui envenimait déjà les relations entre le nord et le sud du pays. Le Texas étant esclavagiste, les États du nord voyaient d'un assez mauvais œil son entrée dans l'Union.
Les démocrates jouèrent largement sur le nationalisme américain, en défendant l'annexion du Texas, mais aussi les droits des États-Unis sur une partie de l'Oregon alors contesté par le Canada britannique. Cette position permettait de concilier les intérêts du nord et du sud.
Alors qu'il était théoriquement en pleine campagne électorale, John Tyler, veuf depuis 1842, épousa Julia Gardiner le 26 juin 1844. Visiblement plus occupé par ses amours que par la campagne, il reçut de nombreux encouragement à se retirer de la part des démocrates, et notamment de l'ancien président Andrew Jackson. Son voyage de noces, qu'il passa à New York, lui fit mesurer le peu de soutien qu'il pouvait escompter localement. Il annonça son retrait de la compétition électorale le 29 août.
Il était désormais clair que l'élection se jouerait entre Polk et Clay. Ce dernier profita tout d'abord de l'absence totale de notoriété de son adversaire pour prendre le dessus, mais bien vite, le discours nationaliste des démocrates et de leur candidat trouva plus d'échos chez les citoyens que le lourd programme économique des Whigs.

## Résultats
L'élection fut très serrée en nombre de voix : moins de 40 000 suffrages de différence entre les deux candidats. Polk emporta cependant une majorité assez nette d'États, et le résultat du vote du collège électoral fut sans appel en sa faveur.
Contrairement à ce qui s'était produit quatre ans auparavant, la campagne de Birney ne fut pas infructueuse. Il obtint des scores de l'ordre de 8 % des voix dans le Massachusetts, le New Hampshire et le Vermont.
Certains estiment que la dispersion des voix libérales entre Clay et Birney dans l'État de New York, que Polk n'emporta que d'extrême justesse, explique la défaite du candidat Whig à la présidence. Il est certain que si les 3 % d'électeurs anti-esclavagistes avaient voté pour Henry Clay, ce qui était vraisemblable, celui-ci aurait obtenu les 36 électeurs de New York, et aurait été élu Président.
| Candidats        | Candidats              | Candidats           | Grands-électeurs | Vote populaire | Vote populaire |
| À la présidence  | À la vice-présidence   | Parti               | Grands-électeurs | Voix           | %              |
| ---------------- | ---------------------- | ------------------- | ---------------- | -------------- | -------------- |
| James K. Polk    | George Mifflin Dallas  | Parti démocrate     | 170              | 1 339 494      | 49,5 %         |
| Henry Clay       | Theodore Frelinghuysen | Parti whig          | 105              | 1 300 004      | 48,1 %         |
| James G. Birney  | Thomas Morris          | Parti de la liberté | 0                | 62 103         | 2,3 %          |
| Autres candidats |                        |                     |                  | 2 058          | 0,1 %          |
| Total            | Total                  | Total               | 275              | 2 703 659      | 100,00 %       |